# سيكستو راميريز
سيكستو راميريز (بالإسبانية: Sixto Ramírez) هو مدرب كرة قدم ولاعب كرة قدم وحكم كرة قدم باراغواياني في مركز الدفاع، ولد في 29 يوليو 1990 في لوكي في باراغواي. لعب مع ناسيونال أسونسيون.

## وصلات خارجية
- سيكستو راميريز على موقع قاعدة بيانات كرة القدم.إي يو (الإنجليزية)
- سيكستو راميريز على موقع Soccerway.com (الإنجليزية)